# Sovjetvolkstelling
In de Sovjet-Unie werden tussen 1922 en 1991 zeven volkstellingen gehouden. In 1920, tijdens de Russische Burgeroorlog toen de Sovjet-Unie nog niet bestond en het gebied van de bolsjewieken werd aangeduid als Bolsjewistisch Rusland, werd een gedeeltelijke volkstelling gehouden. Bij de eerste 'echte' Sovjetvolkstelling in 1923 werd alleen de stedelijke bevolking geregistreerd.

## Lijst van volkstellingen
- Russische volkstelling 1920
- Sovjetvolkstelling 1923
- Sovjetvolkstelling 1926
- Sovjetvolkstelling 1937
- Sovjetvolkstelling 1939
- Sovjetvolkstelling 1959
- Sovjetvolkstelling 1970
- Sovjetvolkstelling 1979
- Sovjetvolkstelling 1989